# Jenynsia tucumana
Jenynsia tucumana is een straalvinnige vissensoort uit de familie van de vierogen (Anablepidae). De wetenschappelijke naam van de soort is voor het eerst geldig gepubliceerd in 2005 door Aguilera & Mirande.